# Puposyrnola proletare
Puposyrnola proletare is een slakkensoort uit de familie van de Pyramidellidae. De wetenschappelijke naam van de soort is voor het eerst geldig gepubliceerd in 1951 door Charles Francis Laseron.